# Super Smash Bros. (spilserie)
Super Smash Bros. er en serie af crossover-computerspil udgivet af Nintendo. Spillene indeholder hovedsagelig figurer fra deres egne serier af computerspil. Serien består af fem spil, hvoraf samtlige er udviklet i regi af Masahiro Sakurai.
Spilmekanikerne skiller sig fra traditionelle kampspil ved at hensigten er at banke modstandere ud af arenaen i stedet for at tømme deres livsmålere. Det oprindelige Super Smash Bros. blev udgivet i 1999 til Nintendo 64. Et femte spil i serien, Super Smash Bros. Ultimate, er under udvikling til Nintendo Switch.

## Spil i serien
- Super Smash Bros. (1999)
- Super Smash Bros. Melee (2001)
- Super Smash Bros. Brawl (2008)
- Super Smash Bros. for Nintendo 3DS og Wii U (2014)
- Super Smash Bros. Ultimate (2018)

## Karakterer i serien
Her er en oversigt over hvilke karakterer der er, og hvilke der ikke er, i spillene i Super Smash Bros.-serien.
| Karakter         | N64 | Melee | Brawl | 3DS og Wii U | Ultimate      | Spilserie             | Nr. |
| ---------------- | --- | ----- | ----- | ------------ | ------------- | --------------------- | --- |
| Banjo & Kazooie  | Nej | Nej   | Nej   | Nej          | DLC           | Banjo-Kazooie         | 73  |
| Bayonetta        | Nej | Nej   | Nej   | DLC          | Ja            | Bayonetta             | 63  |
| Bowser           | Nej | Ja    | Ja    | Ja           | Ja            | Super Mario           | 14  |
| Bowser Jr.       | Nej | Nej   | Nej   | Ja           | Ja            | Super Mario           | 58  |
| Byleth           | Nej | Nej   | Nej   | Nej          | DLC           | Fire Emblem           | 75  |
| Captain Falcon   | Ja  | Ja    | Ja    | Ja           | Ja            | F-Zero                | 11  |
| Charizard        | Nej | Nej   | Ja    | Ja           | Ja            | Pokémon               | 35  |
| Chrom            | Nej | Nej   | Nej   | Nej          | Ja            | Fire Emblem           | 25ε |
| Cloud            | Nej | Nej   | Nej   | DLC          | Ja            | Final Fantasy         | 61  |
| Corrin           | Nej | Nej   | Nej   | DLC          | Ja            | Fire Emblem           | 62  |
| Daisy            | Nej | Nej   | Nej   | Nej          | Ja            | Super Mario           | 13ε |
| Dark Pit         | Nej | Nej   | Nej   | Ja           | Ja            | Kid Icarus            | 28ε |
| Dark Samus       | Nej | Nej   | Nej   | Nej          | Ja            | Metroid               | 04ε |
| Diddy Kong       | Nej | Nej   | Ja    | Ja           | Ja            | Donkey Kong           | 36  |
| Donkey Kong      | Ja  | Ja    | Ja    | Ja           | Ja            | Donkey Kong           | 02  |
| Dr. Mario        | Nej | Ja    | Nej   | Ja           | Ja            | Super Mario           | 18  |
| Duck Hunt Duo    | Nej | Nej   | Nej   | Ja           | Ja            | Duck Hunt             | 59  |
| Falco            | Nej | Ja    | Ja    | Ja           | Ja            | Star Fox              | 20  |
| Fox              | Ja  | Ja    | Ja    | Ja           | Ja            | Star Fox              | 07  |
| Ganondorf        | Nej | Ja    | Ja    | Ja           | Ja            | The Legend of Zelda   | 23  |
| Greninja         | Nej | Nej   | Nej   | Ja           | Ja            | Pokémon               | 50  |
| Hero             | Nej | Nej   | Nej   | Nej          | DLC           | Dragon Quest          | 72  |
| Ice Climbers     | Nej | Ja    | Ja    | Nej          | Ja            | Ice Climber           | 15  |
| Ike              | Nej | Nej   | Ja    | Ja           | Ja            | Fire Emblem           | 32  |
| Inkling          | Nej | Nej   | Nej   | Nej          | Ja            | Splatoon              | 64  |
| Isabelle         | Nej | Nej   | Nej   | Nej          | Ja            | Animal Crossing       | 68  |
| Incineroar       | Nej | Nej   | Nej   | Nej          | Ja            | Pokémon               | 69  |
| Ivysaur          | Nej | Nej   | Ja    | Nej          | Ja            | Pokémon               | 34  |
| Jigglypuff       | Ja  | Ja    | Ja    | Ja           | Ja            | Pokémon               | 12  |
| Joker            | Nej | Nej   | Nej   | Nej          | DLC           | Persona               | 71  |
| Kazuya           | Nej | Nej   | Nej   | Nej          | DLC           | Tekken                | 81  |
| Ken              | Nej | Nej   | Nej   | Nej          | Ja            | Street Fighter        | 60ε |
| King Dedede      | Nej | Nej   | Ja    | Ja           | Ja            | Kirby                 | 39  |
| King K. Rool     | Nej | Nej   | Nej   | Nej          | Ja            | Donkey Kong           | 67  |
| Kirby            | Ja  | Ja    | Ja    | Ja           | Ja            | Kirby                 | 06  |
| Link             | Ja  | Ja    | Ja    | Ja           | Ja            | The Legend of Zelda   | 03  |
| Little Mac       | Nej | Nej   | Nej   | Ja           | Ja            | Punch-Out!!           | 49  |
| Lucario          | Nej | Nej   | Ja    | Ja           | Ja            | Pokémon               | 41  |
| Lucas            | Nej | Nej   | Ja    | DLC          | Ja            | EarthBound            | 37  |
| Lucina           | Nej | Nej   | Nej   | Ja           | Ja            | Fire Emblem           | 21ε |
| Luigi            | Ja  | Ja    | Ja    | Ja           | Ja            | Super Mario           | 09  |
| Mario            | Ja  | Ja    | Ja    | Ja           | Ja            | Super Mario           | 01  |
| Marth            | Nej | Ja    | Ja    | Ja           | Ja            | Fire Emblem           | 21  |
| Mega Man         | Nej | Nej   | Nej   | Ja           | Ja            | Mega Man              | 46  |
| Meta Knight      | Nej | Nej   | Ja    | Ja           | Ja            | Kirby                 | 27  |
| Mewtwo           | Nej | Ja    | Nej   | DLC          | Ja            | Pokémon               | 24  |
| Mii Brawler      | Nej | Nej   | Nej   | Ja           | Ja            | Mii                   | 51  |
| Mii Swordfighter | Nej | Nej   | Nej   | Ja           | Ja            | Mii                   | 52  |
| Mii Gunner       | Nej | Nej   | Nej   | Ja           | Ja            | Mii                   | 53  |
| Min Min          | Nej | Nej   | Nej   | Nej          | DLC           | Arms                  | 76  |
| Mr. Game & Watch | Nej | Ja    | Ja    | Ja           | Ja            | Game & Watch          | 26  |
| Mythra           | Nej | Nej   | Nej   | Nej          | DLC           | Xenoblade             | 80  |
| Ness             | Ja  | Ja    | Ja    | Ja           | Ja            | Earthbound            | 10  |
| Olimar           | Nej | Nej   | Ja    | Ja           | Ja            | Pikmin                | 40  |
| Pac-Man          | Nej | Nej   | Nej   | Ja           | Ja            | Pac-Man               | 55  |
| Palutena         | Nej | Nej   | Nej   | Ja           | Ja            | Kid Icarus            | 54  |
| Peach            | Nej | Ja    | Ja    | Ja           | Ja            | Super Mario           | 13  |
| Pichu            | Nej | Ja    | Nej   | Nej          | Ja            | Pokémon               | 19  |
| Pikachu          | Ja  | Ja    | Ja    | Ja           | Ja            | Pokémon               | 08  |
| Piranha Plant    | Nej | Nej   | Nej   | Nej          | DLC           | Super Mario           | 70  |
| Pit              | Nej | Nej   | Ja    | Ja           | Ja            | Kid Icarus            | 28  |
| Pyra             | Nej | Nej   | Nej   | Nej          | DLC           | Xenoblade             | 79  |
| Richter          | Nej | Nej   | Nej   | Nej          | Ja            | Castlevania           | 66ε |
| Ridley           | Nej | Nej   | Nej   | Nej          | Ja            | Metroid               | 65  |
| R.O.B            | Nej | Nej   | Ja    | Ja           | Ja            | Robot Operation Buddy | 42  |
| Robin            | Nej | Nej   | Nej   | Ja           | Ja            | Fire Emblem           | 56  |
| Rosalina & Luma  | Nej | Nej   | Nej   | Ja           | Ja            | Super Mario           | 48  |
| Roy              | Nej | Ja    | Nej   | DLC          | Ja            | Fire Emblem           | 25  |
| Ryu              | Nej | Nej   | Nej   | DLC          | Ja            | Street Fighter        | 60  |
| Samus            | Ja  | Ja    | Ja    | Ja           | Ja            | Metroid               | 04  |
| Sephiroth        | Nej | Nej   | Nej   | Nej          | DLC           | Final Fantasy         | 78  |
| Sheik            | Nej | Ja    | Ja    | Ja           | Ja            | The Legend of Zelda   | 16  |
| Shulk            | Nej | Nej   | Nej   | Ja           | Ja            | Xenoblade             | 57  |
| Simon            | Nej | Nej   | Nej   | Nej          | Ja            | Castlevania           | 66  |
| Snake            | Nej | Nej   | Ja    | Nej          | Ja            | Metal Gear            | 31  |
| Sonic            | Nej | Nej   | Ja    | Ja           | Ja            | Sonic the Hedgehog    | 38  |
| Sora             | Nej | Nej   | Nej   | Nej          | DLC           | Kingdom Hearts        | 82  |
| Squirtle         | Nej | Nej   | Ja    | Nej          | Ja            | Pokémon               | 33  |
| Steve            | Nej | Nej   | Nej   | Nej          | DLC           | Minecraft             | 77  |
| Terry            | Nej | Nej   | Nej   | Nej          | DLC           | Fatal Fury            | 74  |
| Toon Link        | Nej | Nej   | Ja    | Ja           | Ja            | The Legend of Zelda   | 43  |
| Villager         | Nej | Nej   | Nej   | Ja           | Ja            | Animal Crossing       | 45  |
| Wario            | Nej | Nej   | Ja    | Ja           | Ja            | Wario                 | 30  |
| Wii Fit Trainer  | Nej | Nej   | Nej   | Ja           | Ja            | Wii Fit               | 47  |
| Wolf             | Nej | Nej   | Ja    | Nej          | Ja            | Star Fox              | 44  |
| Yoshi            | Ja  | Ja    | Ja    | Ja           | Ja            | Yoshi                 | 05  |
| Young Link       | Nej | Ja    | Nej   | Nej          | Ja            | The Legend of Zelda   | 22  |
| Zelda            | Nej | Ja    | Ja    | Ja           | Ja            | The Legend of Zelda   | 17  |
| Zero Suit Samus  | Nej | Nej   | Ja    | Ja           | Ja            | Metroid               | 29  |
| Total            | 12  | 26    | 39    | 51 (+ 7 DLC) | 76 (+ 13 DLC) |                       |     |

## Ekstern henvisning
- Officiel hjemmeside